# Diamond DA40
El Diamond DA40 Star es un avión ligero austriaco de 4 asientos y monomotor, construido de materiales compuestos. Construido en Austria y Canadá, fue desarrollado como una versión de 4 plazas del anterior DA20 por Diamond Aircraft Industries.

## Diseño y desarrollo

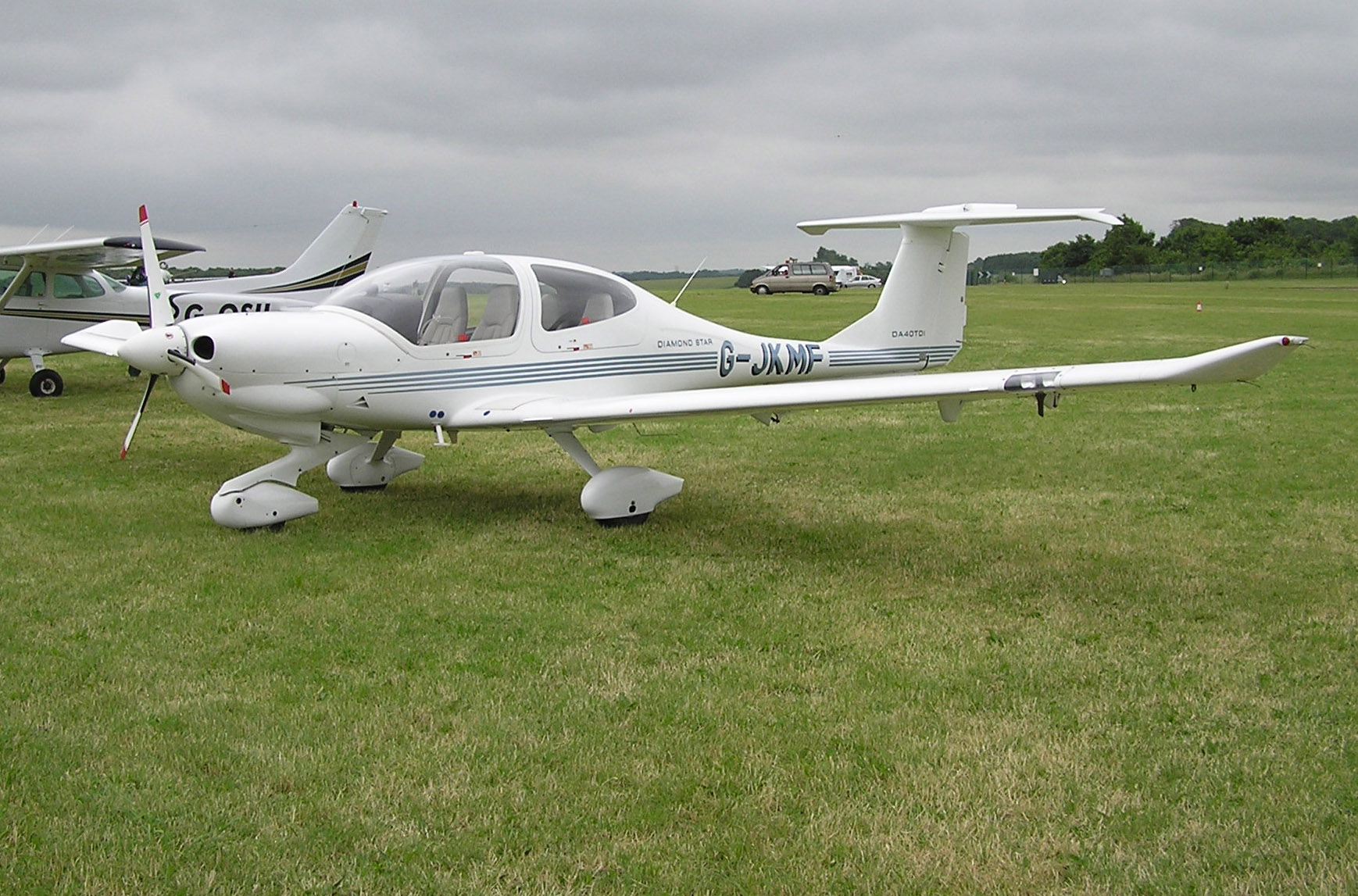
Modelo del Diamond Star DA40-TDI con motor diésel.

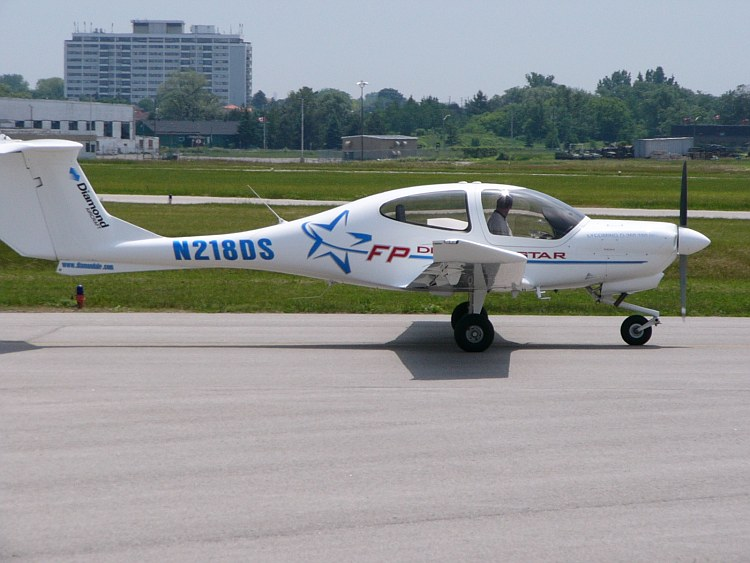
Variante Diamond Star DA40 FP de Paso Fijo.

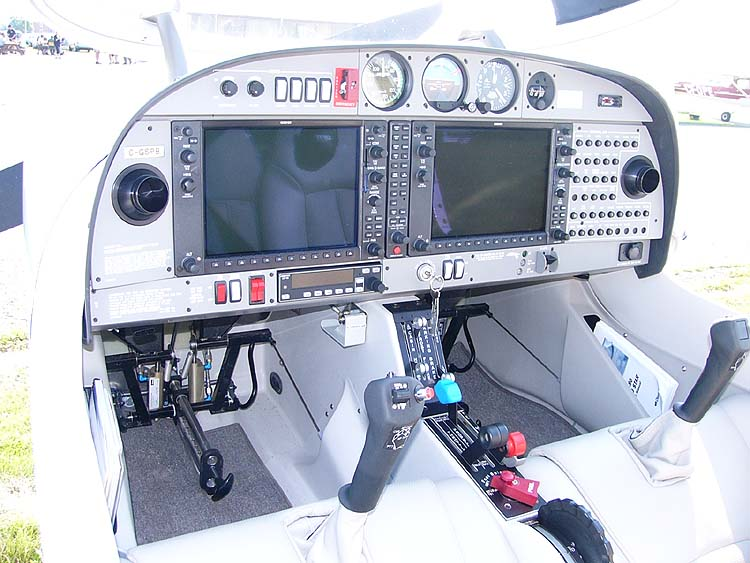
Panel de instrumento del Diamond Star DA40-180, mostrando la instalación de cabina de cristal Garmin G1000.

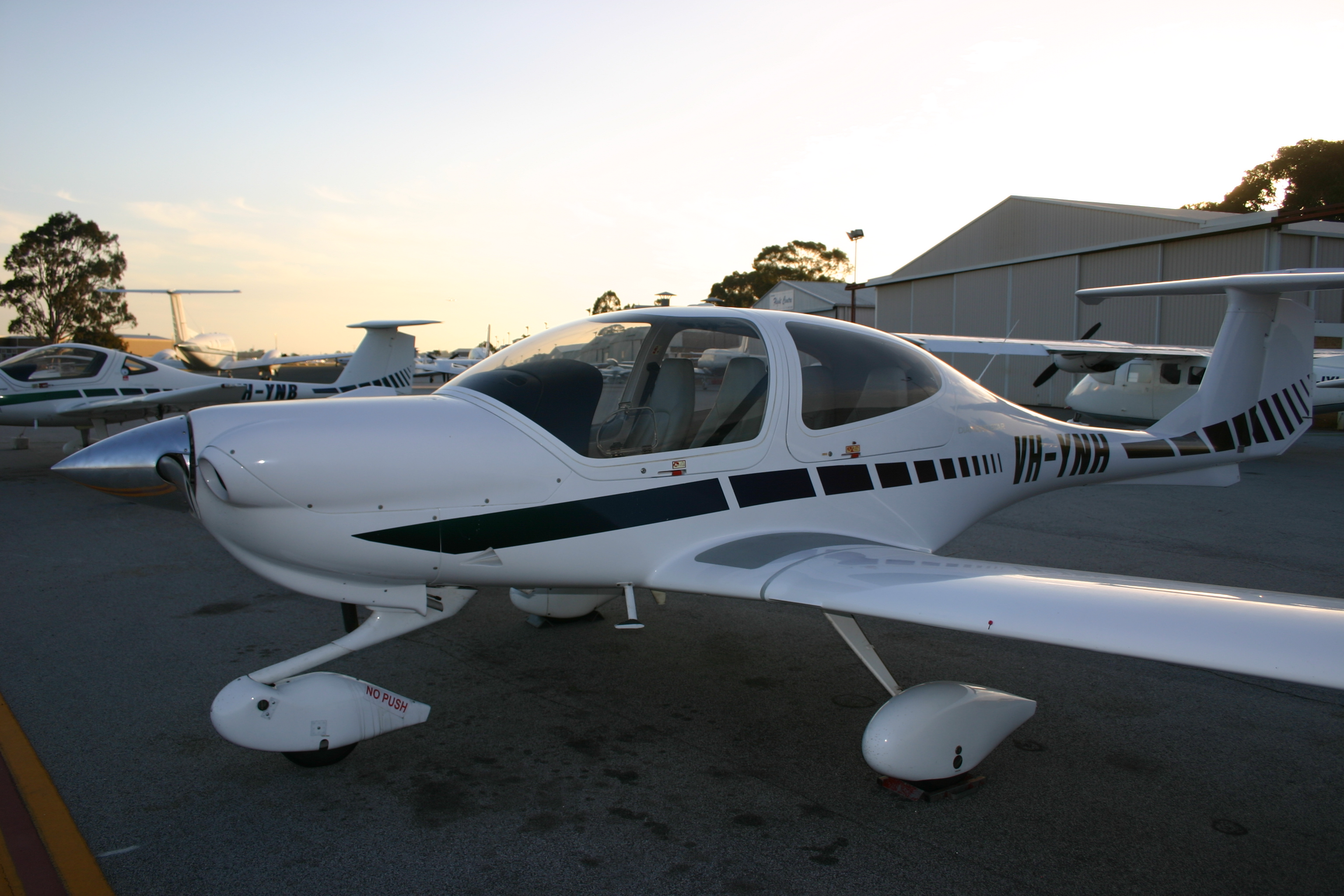
Diamond DA-40 equipado con G1000.

Basada en el éxito del anterior avión biplaza DV20/DA20, la compañía diseñó una variante de 4 asientos, el DA40. El DA40 es un monoplano de ala baja cantilever de 4 asientos realizado de materiales compuestos. Posee un tren de aterrizaje triciclo fijo y una cola en T. El prototipo DA40-V1 propulsado por un Rotax 914, registrado OE-VPC, voló por primera vez el 5 de noviembre de 1997 y fue seguido por un segundo prototipo DA40-V2 (registrado OE-VPE), que estaba propulsado por un motor Continental IO-240. En 1998, un tercer prototipo DA40-V3 voló propulsado por un motor Lycoming IO-360. Se produjeron 4 aviones más de pruebas seguidos por el primer avión de producción en el año 2000. La certificación JAR23 de la variante de producción con el IO-360 se obtuvo en octubre de 2000. En 2002, la producción de la variante de motor Lycoming fue trasladada a Canadá, y la fábrica austriaca se concentró en las variantes de motor diésel.
El DA40 se lanzó oficialmente en solo tres versiones, el DA40, el DA40 D y el DA40 F, según la documentación de su certificado de tipo. Los varios nombres del modelo con los que el avión ha sido vendido son nombres comerciales y no están reconocidos oficialmente por las autoridades que han certificado el avión.
El DA40 fue comercializado inicialmente como DA40-180, propulsado por un motor de inyección de combustible Textron Lycoming IO-360 M1A.
A finales de 2006, los modelos XL y FP reemplazaron al DA40-180. El FP reemplazaba a la versión de hélice de paso fijo del 180 y el XL reemplazaba a la versión de hélice de velocidad constante. La diferencia principal entre los nuevos modelos y el 180 es la mayor velocidad de crucero máxima. El DA40-XL es aproximadamente 4 nudos más rápido que el anterior DA40-180/G1000 con la hélice bipala Hartzell y la opción “Speed Gear”. La velocidad del XL aumenta en su mayor parte debido al sistema de escape Powerflow.
El DA40-XL tiene una hélice de velocidad constante y está propulsado por un motor de inyección de combustible Lycoming IO-360-M1A de 130 kW (180 hp). Tiene una velocidad máxima de crucero de 147 nudos, quemando 9,2 galones de combustible por hora. Su peso máximo al despegue es de 1150 kg.
El DA40-F (comercializado como FP) tiene una hélice de paso fijo, un motor Lycoming O-360-A4M de 130 kW (180 hp), que tiene un carburador en lugar de la inyección de combustible, y un interior más básico, pero por lo demás es similar al XL.
El DA40-TDI usa un motor diésel Thielert “Centurion” de 101 kW (135 hp) y quema diésel o combustible para reactores. Tiene hélice velocidad constante y control de motor FADEC (palanca única). El primer vuelo del DA40 D se realizó el 28 de noviembre de 2002. Este modelo no está certificado en los Estados Unidos.
Los trabajos para aumentar la velocidad de crucero del DA40 se centraron en la hélice y en los carenados de las ruedas. Se mejoró la aerodinámica de los carenados de las ruedas, se incorporó una hélice tripala de velocidad constante de tipo cimitarra y se retuvo el sistema de escape Powerflow del XL. El contorno de la cubierta también fue revisado, siendo los laterales más verticales antes de curvarse en la parte superior, lo que proporciona más espacio para los hombros y la cabeza.
En la segunda mitad de 2007, la compañía modernizó la línea DA40 introduciendo las versiones XLS y CS, y eliminando el modelo FP. El XLS es una versión de lujo, con la integración de algunas opciones como ofertas estándar, incluyendo el escape Powerflow, la capacidad WAAS G1000, enlace de datos GDL69, y sistema de alerta de tráfico TAS. El CS es la versión económica, con menos características estándar.
Ambas versiones CS y XLS del DA40 usan el motor de inyección de combustible Lycoming IO-360-M1A. La principal diferencia es la elección de la hélice, de la que el CS usa una Hartzell bipala de velocidad constante de aluminio, y el XLS usa una unidad MT tripala de materiales compuestos.
El piloto y los pasajeros entran en el DA40 a través del borde de ataque del ala, una característica inusual entre los aviones de ala baja. La rueda de morro del avión gira libre y el control direccional en el carreteo se realiza mediante el frenado diferencial de las ruedas principales.
Los DA40 se producen en las fábricas de aviones de Diamond en Wiener Neustadt, Austria, y en London (Ontario), Canadá. También se ha establecido una asociación en China con Shandong Bin Ao Aircraft Industries para la producción del DA40 TDI (diésel) en la Provincia de Shandong. La capacidad disponible es para producir hasta 1000 aviones al año con la certificación de la Agencia Europea de Seguridad Aérea en 2008. Una escuela de vuelo china ha usado sus CD-135 durante 13 horas al día de media.
Los modelos pasados del DA40 estaban disponibles tanto con instrumentos mecánicos tradicionales como con un conjunto de cabina de cristal opcional Garmin G1000. Los DA40 de producción actuales se construye solo con el Garmin G1000 como equipamiento estándar. En abril de 2008, Diamond introdujo la posibilidad opcional de la Tecnología de Visión Sintética de Garmin en el DA40 XLS.

## Historia operacional
El DA40 ha acumulado un récord de accidentes muy bajo, particularmente con respecto a los accidentes con entrada en pérdida y en barrena. Su porcentaje de accidentes fatales totales es una octava parte del de la flota de aviación general e incluye accidentes no relacionados con la entrada en pérdida. El nivel de operaciones seguras se atribuye a su ala de gran alargamiento, a su baja carga alar y a sus benignas características de vuelo. El avión puede ponerse con el morro arriba y el motor al ralentí, y descenderá a 600-1200 pies por minuto a 89 km/h sin tocar los mandos, un régimen de descenso menor que el que puede alcanzar el competidor Cirrus SR22 con su paracaídas balístico desplegado.
En un análisis de 2011 de la revista Aviation Consumer, se presentó que el DA40 tenía un porcentaje de accidentes fatales de 0,35/100 000 horas, el más bajo en la aviación general estadounidense, y considerablemente mejor que el de los mejor vendidos Cirrus SR20 y SR22, que aquel año habían combinado un porcentaje de accidentes fatales del 1,6/100 000 horas, a pesar de su sistema de paracaídas instalado en todos los aviones. En comparación, el Cessna 172 tenía un porcentaje de accidentes fatales del 0,45/100 000 horas.

## Variantes

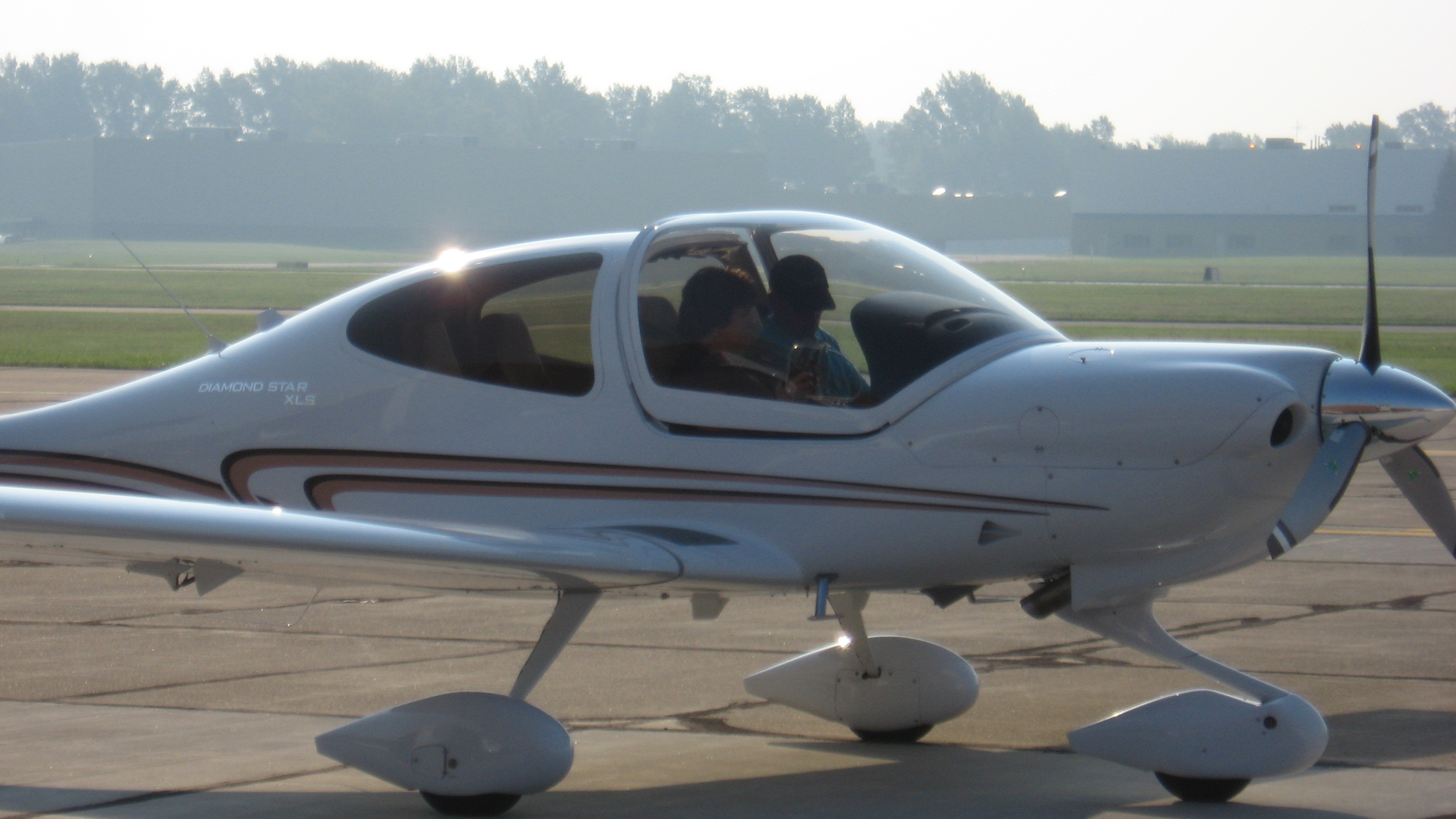
DA40 XLS preparándose para carretear.

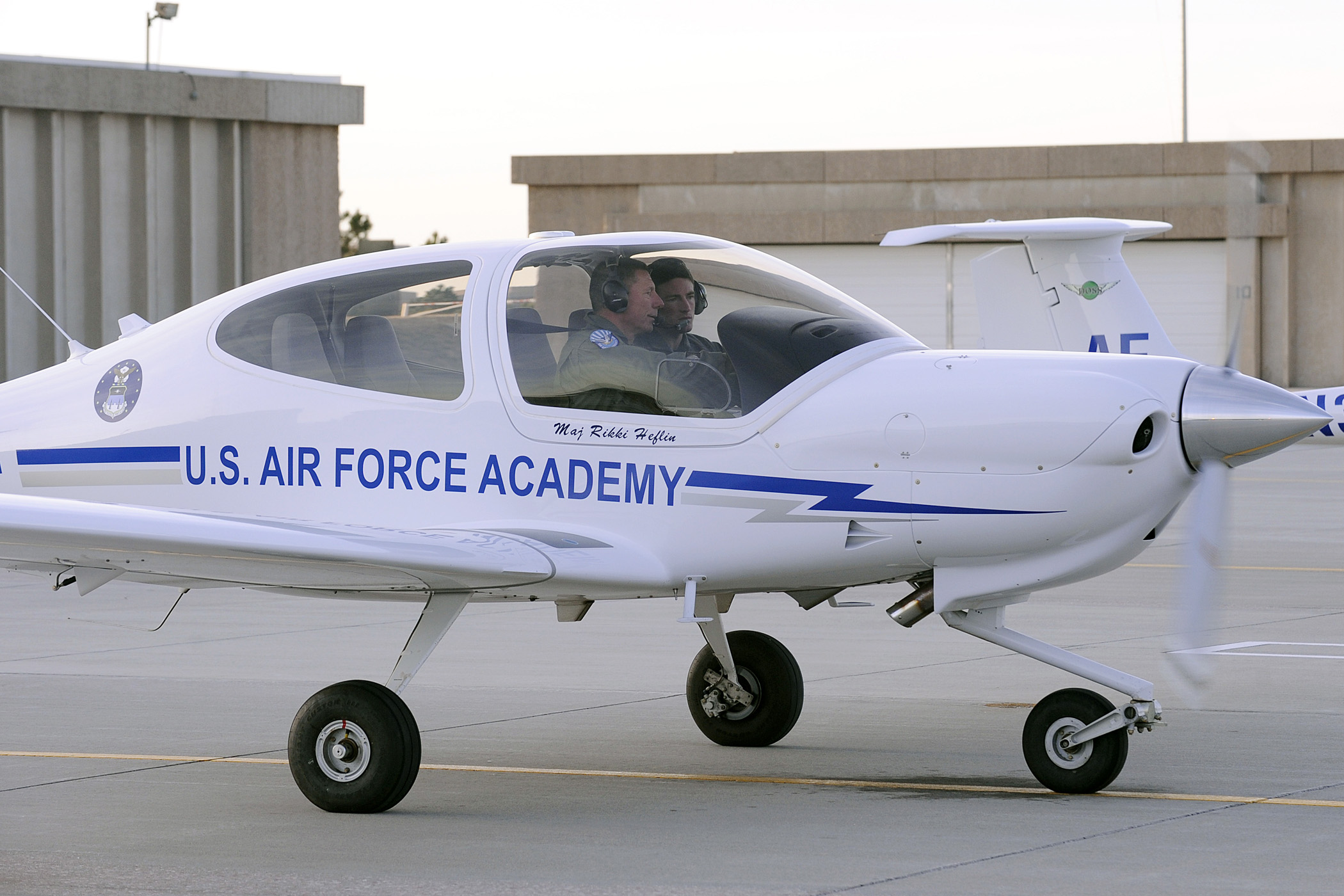
T-52A de la Academia de la USAF.

DA40
Modelo inicial, propulsado por un motor Textron Lycoming IO-360 M1A de 135 kW (180 hp) y con una MT-Propeller MTV-12-B/180-17. El peso cargado máximo es de 1150 kg o 1200 kg con las modificaciones instaladas. Comercializado en las versiones cada vez más refinadas como DA40-180, XL, CS, y XLS.
DA40 D
Modelo diésel, propulsado por un motor Thielert TAE 125-01 (Centurion 1.7) o TAE 125-02-99 (Centurion 2.0) de 101 kW (135 hp) y una MT Propellers MTV-6-A/187-129. Peso cargado máximo de 1150 kg. Comercializado principalmente en Europa, aunque también en Canadá y Australia, como DA40 TDI.
DA40 F
Modelo de hélice de paso fijo, propulsado por un Textron Lycoming O-360-A4M y con una  hélice Sensenich 6EM8S10-0-63 o una MT-Propeller MT 188R135-4G. Peso cargado máximo de 1150 kg. Comercializado como DA40 FP. Este modelo ya no está a la venta.
DA40 NG
Último modelo, ofrecido únicamente en mercados selectos (el modelo DA40 todavía se ofrece en otros mercados), propulsado por un Austro Engine AE 300 de 127 kW (170 hp) usando combustible JET -A1. Certificado por la EASA en abril de 2010.
T-52A
Versión de entrenador militar, 20 aparatos adquiridos en 2009 y usados por el 557th Flying Training Squadron en la Academia de la Fuerza Aérea de los Estados Unidos. El modelo fue reemplazado en 2012 por el T-53A basado en el Cirrus SR20.
DA40 XLT
Versión introducida en abril de 2013 con un interior mejorado, incluyendo asientos de cuero de lujo resistentes al sol, contornos lumbares mejorados, visores solares, más posavasos y almacenamiento mejorado para dispositivos manuales.
DA40 Tundra Star
Versión con tren de aterrizaje reforzado, mayores neumáticos para operación en superficies no preparadas y un motor diésel Austro Engine AE 300 de 125 kW (168 hp) que usa combustible para reactores.

## Operadores

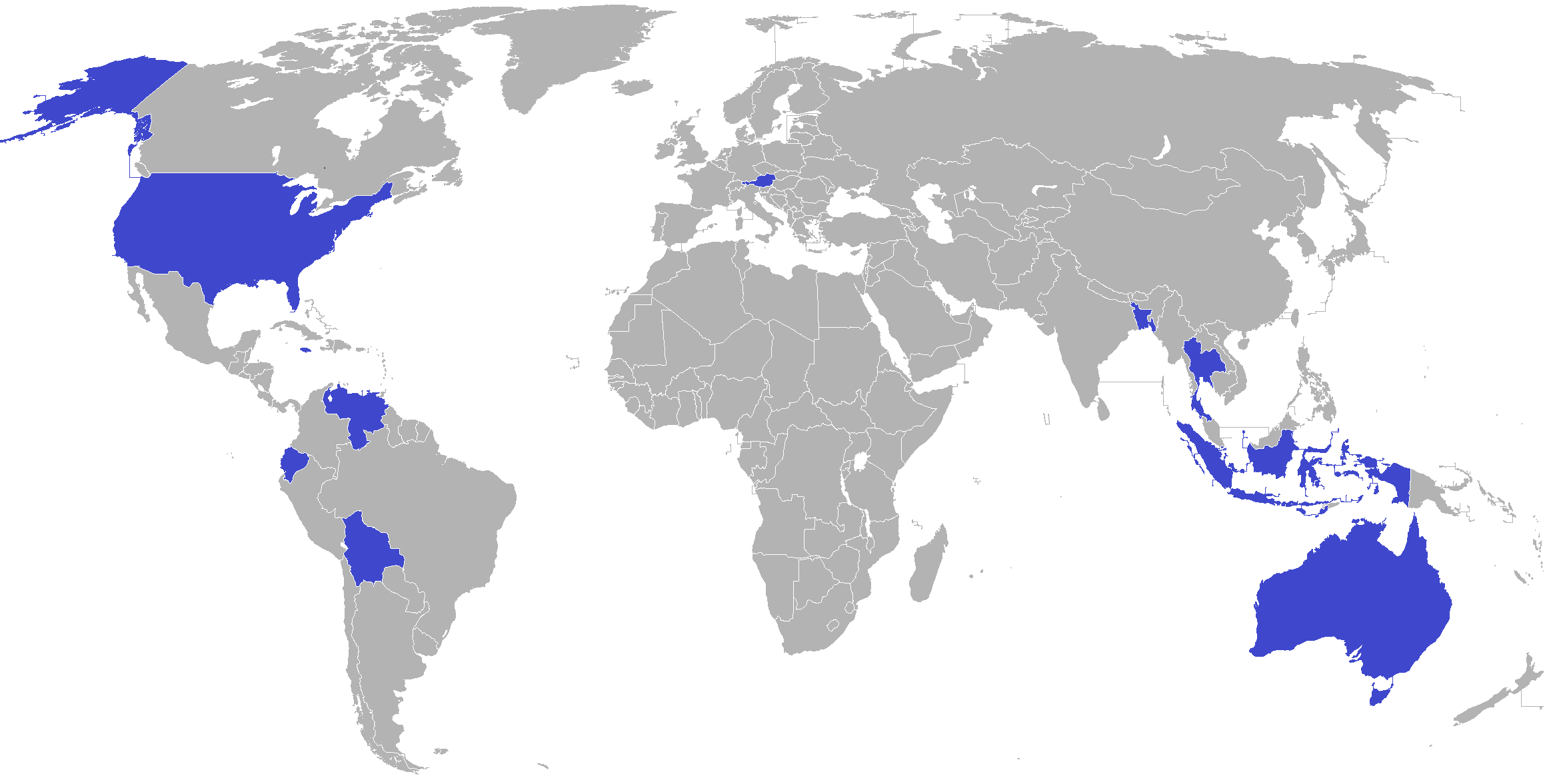
Países que operan militarmente el avión Diamond DA40

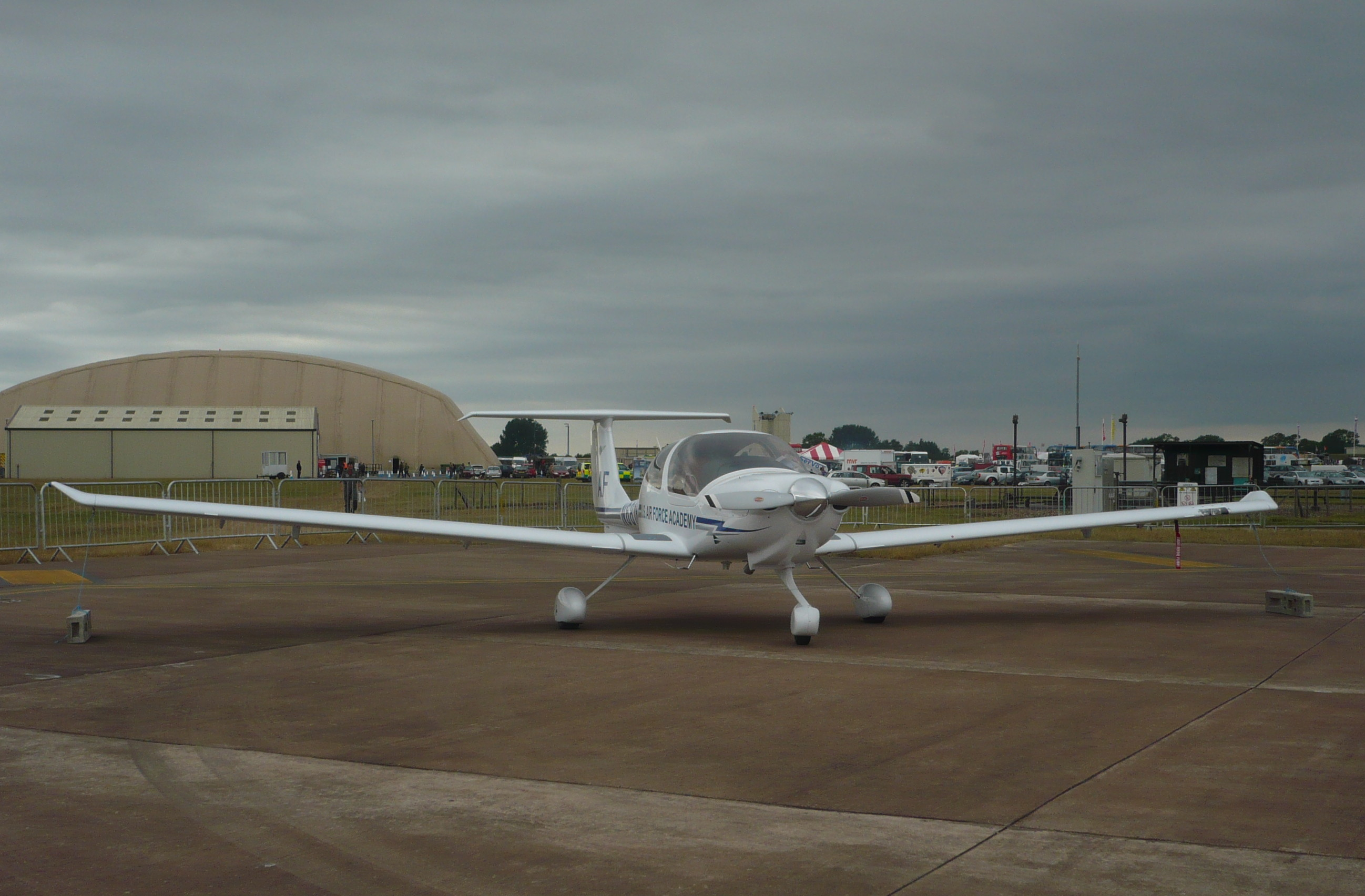
T-52A

### Civiles
La aeronave se emplea en numerosas escuelas de vuelo y tiene buena aceptación entre los usuarios privados.

### Militares
Austria

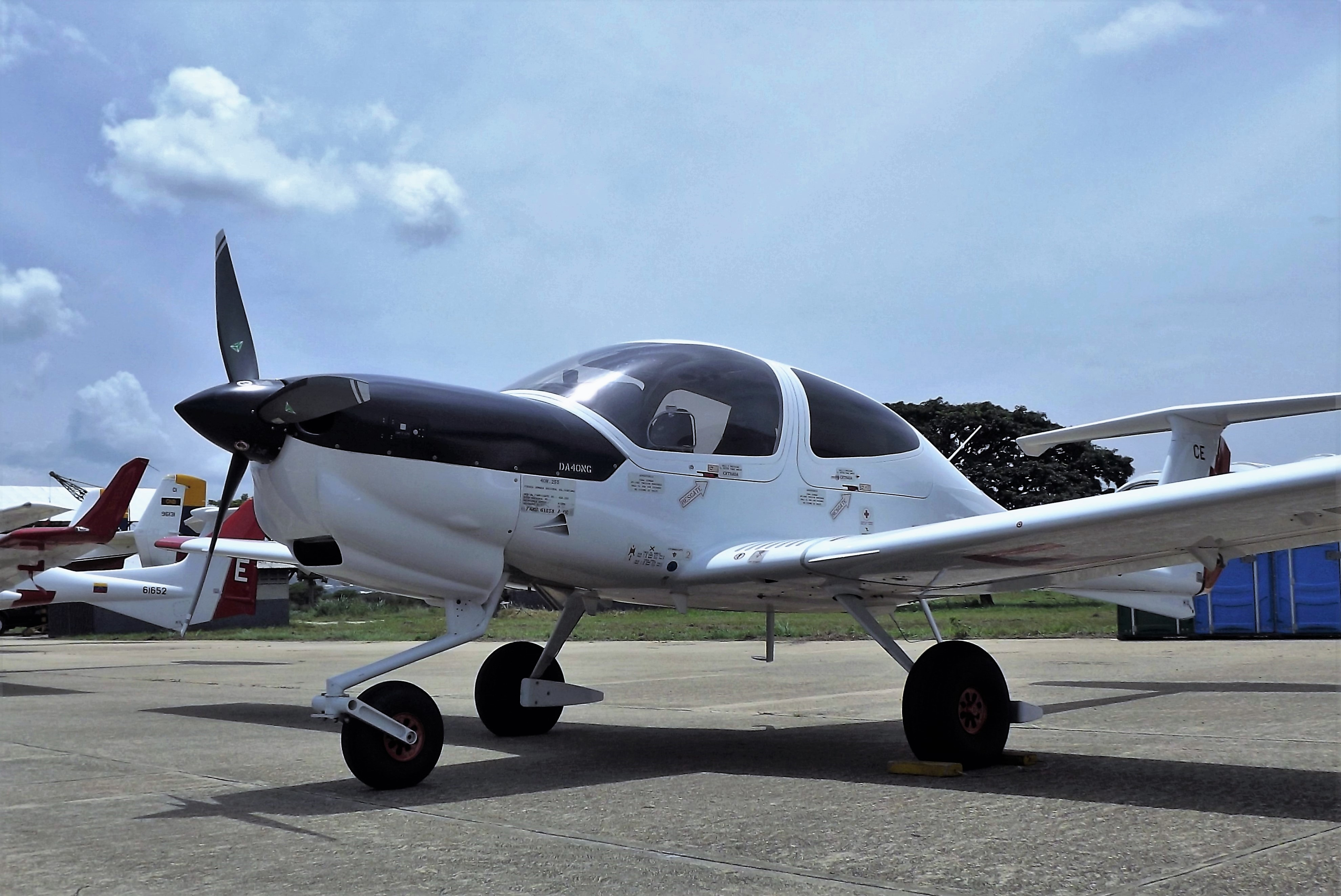
DA-40NG Diamond Star de la Aviación Militar Bolivariana.

- Fuerza Aérea Austriaca: 2 en servicio con dos más ordenados.[23]

 Australia
- Real Fuerza Aérea Australiana: 8 aparatos alquilados a una empresa local para su uso por los cadetes de la RAAF.[24]

 Bolivia
- Fuerza Aérea Boliviana: 9 ejemplares.[25]

 Ecuador
- Fuerza Aérea Ecuatoriana: 12 ejemplares.
  - Escuela Superior Militar de Aviación Cosme Rennella Barbatto.[26]

 Estados Unidos
- Academia de la Fuerza Aérea de los Estados Unidos: 20 ejemplares.[27]

 Jamaica
- Fuerzas de Defensa de Jamaica: 4 ordenados.[28][29]

 Singapur
- Singapore Youth Flying Club: 13 ejemplares.[30]

 Tailandia
- Real Fuerza Aérea Tailandesa 8 unidades entregadas en diciembre de 2020.[31]

 Venezuela
- Aviación Militar Bolivariana: 32 aparatos.[32]

## Especificaciones (Diamond DA40 XL Diamond Star del año 2007)
Referencia datos: Diamond Aircraft website

### Características generales
- Tripulación: Uno (piloto)
- Capacidad: Tres pasajeros
- Longitud: 8,1 m
- Envergadura: 11,9 m
- Altura: 1,98 m
- Superficie alar: 13,5 m²
- Perfil alar: Wortmann FX 63-137[34]
- Peso vacío: 795 kg
- Peso cargado: 1198 kg
- Planta motriz: 1× motor bóxer de cuatro cilindros refrigerado por aire Lycoming IO-360-M1A.
  - Potencia: 134 kW (180 hp)

### Rendimiento
- Velocidad crucero (Vc): 279 km/h
- Velocidad de entrada en pérdida (Vs): 91 km/h
- Alcance: 1341 km
- Techo de vuelo: 5000 m (16 000 pies)
- Régimen de ascenso: 5,69 m/s (1120 pies/min)
- Potencia/peso: 0,110 kW/kg (0,067 hp/lb)

### Desarrollos relacionados
- Diamond DA20
- Diamond DA42
- Diamond DA62

### Aeronaves similares
- T-90 Calima
- Cessna 182T Skylane
- Cessna 400
- Cirrus SR20
- Lancair Columbia
- Mooney M20
- Tecnam P2010
- Vans RV-10

### Secuencias de designación
- Secuemcia DA/DV-_ (interna de Diamond): DV20 Katana - DA20 Katana/Evolution/Eclipse - DA36 E-Star - DA40 Diamond Star - DA42 Twin Star - DA50 Super Star - DA52 →
- Secuencia T-_ (Entrenadores estadounidenses, 1948-presente): ← CT-49 - T-50 - T-51 - T-52 - T-53

### Listas relacionadas
- Anexo:Aeronaves de la Fuerza Aérea de los Estados Unidos (históricas y actuales)